# Milcovul
Milcovul est une commune roumaine située dans le județ de Vrancea.